# ان‌اوبی
ان‌اوبی (انگلیسی: Nord-Ostsee-Bahn) شرکت ترابری آلمانی است، که در سال ۲۰۰۰ تأسیس شد.